# Ulee Kareung (Simpang Mamplam)
Ulee Kareung is een bestuurslaag in het regentschap Bireuen van de provincie Atjeh, Indonesië. Ulee Kareung telt 1114 inwoners (volkstelling 2010).